# Hájske
Hájske (in ungherese Köpösd) è un comune della Slovacchia facente parte del distretto di Šaľa, nella regione di Nitra.